# Кауниссари (Пюхтяа)
Кауниссари (Каунисари, фин. Kaunissaari, швед. Fagerö) — остров в юго-восточной Финляндии. Расположен в Финском заливе Балтийского моря, к юго-востоку от города Пюхтяа, к юго-западу от порта Котка и островов Кутсало и Кирконма. Административно относится к общине Пюхтяа в области Кюменлааксо.